# Nunavut (circonscription fédérale)
Pour les articles homonymes, voir Nunavut (homonymie).
Circonscription électorale fédérale du Canada
Nunavut (initialement connue sous le nom de Nunatsiaq jusqu'en 1996) est une circonscription électorale fédérale canadienne qui comprend le territoire entier du Nunavut.
Il s'agissait de la deuxième circonscription électorale en superficie au monde, après la circonscription de Kalgoorlie en Australie occidentale, jusqu'en 2010. Kalgoorlie ayant été divisée entre Durack et O'Connor.
Les circonscriptions limitrophes sont Territoires du Nord-Ouest, Labrador, Abitibi—Baie-James—Nunavik—Eeyou, Timmins—Baie James, Kenora et Churchill—Keewatinook Aski.

## Historique
La circonscription de Nunatsiaq a été créée en 1976 lorsque la circonscription des Territoires du Nord-Ouest fut divisée en la présente circonscription et celle de Western Arctic (devenu Territoires du Nord-Ouest en 2014). Nunatsiaq devint Nunavut en 1996 et pris ses dimensions actuelles lors de la création du Nunavut.

## Liste des députés
| Législature                             | Années                                  | Député                                  | Député                                  | Parti politique                         |
| Territoires du Nord-Ouest jusqu'en 1979 | Territoires du Nord-Ouest jusqu'en 1979 | Territoires du Nord-Ouest jusqu'en 1979 | Territoires du Nord-Ouest jusqu'en 1979 | Territoires du Nord-Ouest jusqu'en 1979 |
| --------------------------------------- | --------------------------------------- | --------------------------------------- | --------------------------------------- | --------------------------------------- |
| Nunatsiaq                               |                                         |                                         |                                         |                                         |
| 31e                                     | 1979-1980                               |                                         | Peter Ittinuar                          | Néo-démocrate                           |
| 32e                                     | 1980-1982                               |                                         | Peter Ittinuar                          | Néo-démocrate                           |
| 32e                                     | 1982-1984                               |                                         | Peter Ittinuar                          | Libéral                                 |
| 32e                                     | 1984-1984                               |                                         | Peter Ittinuar                          | Indépendant                             |
| 33e                                     | 1984-1988                               |                                         | Thomas Suluk                            | Progressiste-conservateur               |
| 34e                                     | 1988-1993                               |                                         | Jack Anawak (en)                        | Libéral                                 |
| 35e                                     | 1993-1997                               |                                         | Jack Anawak (en)                        | Libéral                                 |
| Nunavut                                 |                                         |                                         |                                         |                                         |
| 36e                                     | 1997-2000                               |                                         | Nancy Karetak-Lindell                   | Libéral                                 |
| 37e                                     | 2000-2004                               |                                         | Nancy Karetak-Lindell                   | Libéral                                 |
| 38e                                     | 2004-2006                               |                                         | Nancy Karetak-Lindell                   | Libéral                                 |
| 39e                                     | 2006-2008                               |                                         | Nancy Karetak-Lindell                   | Libéral                                 |
| 40e                                     | 2008-2011                               |                                         | Leona Aglukkaq                          | Conservateur                            |
| 41e                                     | 2011-2015                               |                                         | Leona Aglukkaq                          | Conservateur                            |
| 42e                                     | 2015-2016                               |                                         | Hunter Tootoo                           | Libéral                                 |
| 42e                                     | 2016-2019                               |                                         | Hunter Tootoo                           | Indépendant                             |
| 43e                                     | 2019–2021                               |                                         | Mumilaaq Qaqqaq                         | Néo-démocrate                           |
| 44e                                     | 2021–2025                               |                                         | Lori Idlout                             | Néo-démocrate                           |
| 45e                                     | 2025–en cours                           |                                         | Lori Idlout                             | Néo-démocrate                           |

## Résultats électoraux
Modèle:Élection générale canadienne de 2025 — Nunavut
|       | Candidat           | Parti        | # de voix | % des voix |
|       | (X) Leona Aglukkaq | Conservateur | +02 956,  | 24,82 %    |
|       | Hunter Tootoo      | Libéral      | +05 618,  | 47,17 %    |
|       | Jack Anawak (en)   | NPD          | +03 153,  | 26,47 %    |
|       | Spencer Rocchi     | Vert         | +00183,   | 1,54 %     |
| Total | Total              | Total        | 11 910    | 100 %      |

|       | Candidat           | Parti        | # de voix | % des voix |
|       | (X) Leona Aglukkaq | Conservateur | +03 930,  | 49,9 %     |
|       | Paul Okalik        | Libéral      | +02 260,  | 28,7 %     |
|       | Jack Hicks         | NPD          | +01 525,  | 19,37 %    |
|       | Scott MacCallum    | Vert         | +00160,   | 2,03 %     |
| Total | Total              | Total        | 7 875     | 100 %      |

|       | Candidat          | Parti        | # de voix | % des voix |
|       | Leona Aglukkaq    | Conservateur | +02 806,  | 34,78 %    |
|       | Kirt Ejesiak (en) | Libéral      | +02 359,  | 29,24 %    |
|       | Paul Irngaut      | NPD          | +02 228,  | 27,62 %    |
|       | Peter Ittinuar    | Vert         | +00675,   | 8,37 %     |
| Total | Total             | Total        | 8 068     | 100 %      |